# Bombacaceae
A família das Bombacaceae (sensu Cronquist) agrupa 30 gêneros e cerca de 225 espécies tropicais, tendo o maior centro de dispersão a América. São originadas do Brasil 18 gêneros e cerca de 100 espécies. Há seis tribos, sendo cinco representadas na flora brasileira; algumas tribos: Hampeae, Matisieae, Catostemmateae, Adansonieae.
São destaques os baobás (Adansonia sp.); as paineiras brasileiras (Chorisia sp.), que florescem de março a julho; o durião-asiático, com frutos comestíveis (Durio sp.); a mafumeira, uma das gigantes da Amazônia (Ceiba sp.).
A família Bombacaceae é constituída por árvores ou arbustos, muitas vezes com tronco muito engrossado pelas reservas de água. Suas folhas são grandes digitadas ou inteiras, alternas e com estípulas caducas. No caule encontram-se freqüentemente espinhos. As flores cíclicas e axilares são em geral pentâmeras, diclamídeas e hermafroditas, apresentando simetria radial. As sementes podem estar envoltas por tricomas, o que auxilia a dispersão pelo vento.
Quanto à distribuição geográfica, essa família se encontra difundida em todos os estados brasileiros, inclusive na Paraíba e predominantemente nas Américas, com alguns gêneros na África e Ásia. No mundo as espécies de Bombacacea são encontradas principalmente nas regiões tropicais. (Charlene K. S. Pereira, Cínara S. Vidal, Max R. Quirino e Marçal Q. Paulo).

## Informações botânicas
São árvores com folhas grandes (a partir de 10 cm.) simples, inteiras ou digitadas, alternas, peninérveas ou palmatinérveas, frequentemente, com indumento escamoso ou ramificado, com estípulas caducas.
O tronco, frequentemente, é engrossado pelo excesso de armazenamento de água; várias espécies possuem espinhos nos ramos e no caule.
As flores são grandes, vistosas, hermafroditas, cíclicas, axilares, geralmente pentâmeras, diclamídeas, de simetria radial, com cálice pentalobado, de prefloração valvar ou imbricada, com ou sem calículo. As pétalas têm coloração branca, amarela, rósea ou vermelha. A corola tem as pétalas livres ou ausentes. O androceu é constituído por cinco ou até muitos estames, com filetes longos, livres ou parcialmente unidos em feixes ou concrescidos em coluna cilíndrica curta ou longa. A antera é reniforme ou linear, com uma só teca. O pólen tem a superfície (exina) lisa. O ovário é súpero com  cinco carpelos, cinco lóculos e com muitos óvulos. O estilete é simples, colunar, com ápice capitado ou lobado. O fruto é seco, indeiscente, com ou sem asas, ou cápsula loculicida, com sementes normalmente envolvidas por pêlos, originados das paredes do fruto, que ajudam na dispersão pelo vento; tais sementes, que geralmente possuem óleo, são normalmente grandes, angulosas, sem ou com pouco endosperma. O embrião tem cotilédones planos, torcidos ou plicados.

## Gêneros
| - Adansona Cothen., 1790 - Adansonia L., 1759 - Aguiaria Ducke, 1935 - Armouria Lewton, 1933 - Baobab Adans., 1763 - Bernoullia Oliv., 1873 - Blumea Rchb., 1828 - Bombacopsis Pittier, 1916 - Bombax L., 1753 (60 spp.) - Bombycidendron Zoll. & Moritzi, 1845 - Bombycodendron Hassk., 1847 - Bombycospermum C. Presl, 1835 - Boschia P. W. Korthals in Temminck, 1844 - Camptostemon Mast., 1972 - Campylanthera H. W. Schott & Endlicher, 1832 - Carolinea L. f., 1782 - Catostemma Benth., 1843 - Cavanillesia Ruiz & Pav., 1794 - Ceiba Mill., 1754 - Cephalohibiscus Ulbr., 1935 - Cheiranthera Endl., 1841 - Cheiranthodendron Kuntze, 1891 - Cheirostemon Humb. & Bonpl., 1808 (1806) - Chirostemon Cerv.,. 1803 - Cienfuegia Willd., 1800 - Cienfuegosa Cothen., 1790 - Cienfuegosia Giseke, 1792 - Coelostegia Benth., 1862 - Cotylephora Meisn. - Cullenia Wight, 1851 - Cumingia S. Vidal, 1885 - Decaschista Rchb., 1841 - Durio Adans., 1763 - Elidurandia Buckley, 1861 (1862) - Eriodendron DC., 1824 - Erione H. W. Schott & Endlicher, 1832 - Eriotheca Schott & Endl., 1832 - Gerberia Scop., 1777 - Gossampinus Schott & Endl., 1832 - Guenetia Sagot ex Benoist, 1919 - Gyranthera Pittier, 1914 - Huberodendron Ducke, 1935 - Hymenocalyx Zenker, 1835 - Ingenhoussia H. G. L. Reichenbach in Moessler, 1827 - Ingenhouszia Meisn. - Julostyles Benth. & Hook. f., 1862 - Julostylis Thwaites, 1858 - Kostermansia | - Matisia - Neesia - Neobuchia - Ochroma - Pachira - Patinoa - Phragmotheca | - Pseudobombax - Quararibea - Rhodognaphalon - Rhodagnaphalopsis - Scleronema - Septotheca - Spirotheca |